# Myxilla pedunculata
Myxilla pedunculata är en svampdjursart som beskrevs av William Lundbeck 1905. Myxilla pedunculata ingår i släktet Myxilla och familjen Myxillidae.
Artens utbredningsområde är Island. Inga underarter finns listade i Catalogue of Life.